# Tropidosteptes cardinalis
Tropidosteptes cardinalis är en insektsart som beskrevs av Philip Reese Uhler 1878. Tropidosteptes cardinalis ingår i släktet Tropidosteptes och familjen ängsskinnbaggar. Inga underarter finns listade i Catalogue of Life.